# نيت هيرش
نيت هيرش (بالإنجليزية: Nate Hirsch)‏ هو صحفي ومعلق رياضي أمريكي، ولد في 9 نوفمبر 1947 في نيويورك في الولايات المتحدة، وتوفي في 28 أغسطس 2016 في ستايتسبورو في الولايات المتحدة.